# Gallicano
Gallicano is een gemeente in de Italiaanse provincie Lucca (regio Toscane) en telt 3837 inwoners (31-12-2004). De oppervlakte bedraagt 30,5 km², de bevolkingsdichtheid is 126 inwoners per km².

## Demografie
Gallicano telt ongeveer 1597 huishoudens. Het aantal inwoners daalde in de periode 1991-2001 met 3,6% volgens cijfers uit de tienjaarlijkse volkstellingen van ISTAT.
| Jaar | Inwoneraantal |
| ---- | ------------- |
| 1991 | 3935          |
| 2001 | 3795          |

## Geografie
De gemeente ligt op ongeveer 186 m boven zeeniveau.
Gallicano grenst aan de volgende gemeenten: Barga, Borgo a Mozzano, Castelnuovo di Garfagnana, Coreglia Antelminelli, Fabbriche di Vallico, Fosciandora, Molazzana, Vergemoli.